# Phascogale
Phascogale là một chi động vật có vú trong họ Dasyuridae, bộ Dasyuromorphia. Chi này được Temminck miêu tả năm 1824. Loài điển hình của chi này là Didelphis penicillata Shaw, 1800 (= Vivera tapoatafa Meyer, 1793).

## Hình ảnh

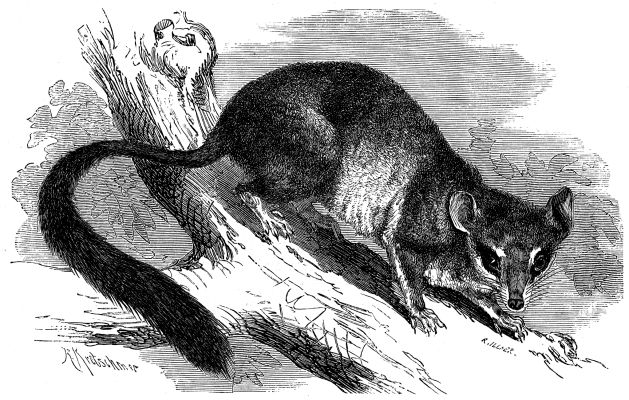
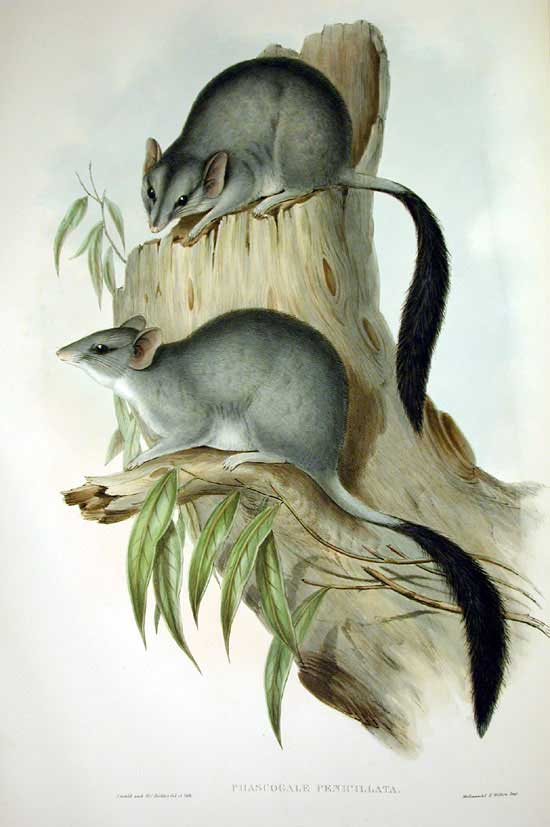
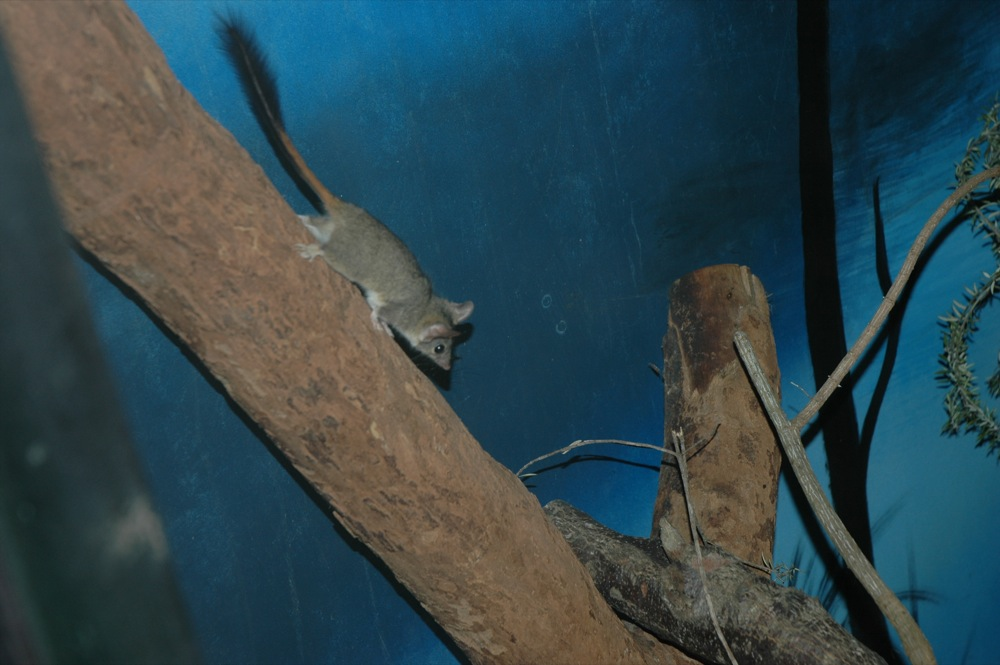
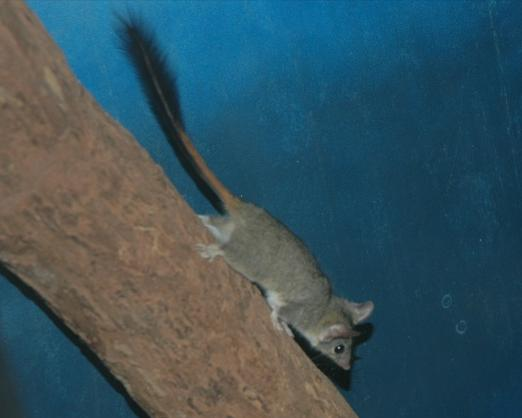

## Các loài
Chi này gồm các loài: